# Matildaeffekten
Matildaeffekten är ett fenomen som beskriver hur kvinnor inom vetenskapen undanträngs av sina manliga kolleger. Så räknas kvinnornas framsteg ofta som männens förtjänst.
Begreppet etablerades av den amerikanska historikern Margaret Rossiter och det fick sitt namn efter den amerikanska kvinnorättskämpen Matilda Joslyn Gage som beskrev fenomenet för första gången. Gages motsatte sig i sin publikation Woman as Inventor från 1870 uppfattningen att kvinnor saknar strävan efter uppfinningar och vetenskaplig talang. Rossiters avhandling The Matilda Effect in Science utgavs 1993. Senare utgav journalisten Katie Hafner en podcast med titeln Lost Women of Science där hon gav många exempel av Matildaeffekten. Fenomenet är i viss mån motsatsen till Matteuseffekten. Hafner förklarar i samband med sin publikation att "vetenskapliga framsteg är resultatet av flera personers arbete. Däremot fanns länge uppfattningen att betydande vetenskapliga nyheter har en enskild person som upphovsman, oftast män."

## Exempel

### Lise Meitner
Året 1944 tilldelades Otto Hahn nobelpriset i kemi för fission av atomkärnor. Arbetet berodde på grundläggande upptäckter som gjordes av Lise Meitner.

### Jocelyn Bell Burnell
Jocelyn Bell Burnell upptäckte 1967 tillsammans med docenten Antony Hewish för första gången en pulsar. Nobelpriset i fysik tilldelades 1974 endast Hewish.